# Pratt & Whitney R–4360 Wasp Major
Az R–4360 Wasp Major egy a második világháború alatt az Amerikai Egyesült Államokban kifejlesztett repülőgépmotor volt. A típus éppen hogy lekéste a világháborút, de attól még a léghűtéses motorfejlesztés csúcsának tekinthető. A világháború után jelentős számban alkalmazták és a mai napig a legnagyobb lökettérfogatú, az USA-ban gyártott repülőgépmotor típus.

## Alapadatok
A típus egy 28 hengeres, négykoszorús, léghűtéses csillagmotor. A hengerek lökethossza 152 mm, a furata 146 mm, ami révén a 28 henger összesített lökettérfogata 71,49 liter. A típus 2700/perc fordulatszámon 3 ezer lóerőt adott le a korai verzióknál.
A léghűtéses motorokra jellemző volt, hogy a hűtés volt a motor gyengesége, ami miatt nem volt ajánlott nagy teljesítménnyel folyamatosan járatni a motort. A Wasp Major esetében ezt a koszorúk egymáshoz képest lépcsőzetes elforgatásával oldották meg.
A feltöltést meg lehetett oldani mechanikus-feltöltővel (kompresszorral) és turbófeltöltővel is, attól függően, hogy a megrendelő melyikre tartott igényt.

## Fejlesztése
A típus 1940-ben kezdték fejleszteni és annak ellenére, hogy nagy összegbe került a fejlesztése, lekéste a világháborút.
Annak ellenére, hogy a tervezés során a hűtésre nagy figyelmet fordítottak, a típusnak jelentős problémája volt az üzemelés közbeni túlhevülés. Ez az üzemelés mellett a karbantartás során is jelentős problémákat okozott.
A motort 1944 és 1955 között gyártották, összesen 18 697 darab épült belőle.
A fejlesztés során a teljesítmény a korai verziók 3 ezer lóerőjéről a legtöbb verzión 3500 lóerőre nőtt.

## Alkalmazása
15 repülőgép típusba építették be
- Aero Spacelines Mini Guppy
- Aero Spacelines Pregnant Guppy
- Boeing 377 Stratocruiser
- B–29 Superfortress B-50 változata
- Boeing C-97 Stratofreighter
- Boeing KC-97 Stratofreighter
- Boeing XF8B
- Boeing XB-44 Superfortress
- Convair B-36 Peacemaker
- Convair XC-99
- Curtiss XBTC
- Curtiss XP-71 (terv maradt)
- Douglas C-74 Globemaster
- Douglas C-124 Globemaster II
- Douglas XTB2D Skypirate
- Fairchild C-119 Flying Boxcar
- Fairchild XC-120 Packplane
- Goodyear F2G "Super" Corsair
- Hughes H–4 Hercules ("Spruce Goose")
- Hughes XF-11
- Lockheed R6V Constitution
- Martin AM Mauler
- Martin JRM Mars
- Martin P4M Mercator
- Northrop YB-35
- Republic XP-72
- Republic XF-12 Rainbow
- SNCASE SE-2010 Armagnac
- Vultee XA-41